# Olivier Giroud
Olivier Jonathan Giroud (ur. 30 września 1986 w Chambéry) – francuski piłkarz, występujący na pozycji napastnika. W latach 2011–2024 wielokrotny reprezentant Francji. Jest najskuteczniejszym strzelcem w historii reprezentacji Francji z 57 golami.  
Złoty medalista Mistrzostw Świata 2018. Srebrny medalista Mistrzostw Świata 2022 i Mistrzostw Europy 2016. Półfinalista Mistrzostw Europy 2024. Uczestnik Mistrzostw Europy 2012 i 2020 oraz Mistrzostw Świata 2014.

## Kariera klubowa

### Początki
Olivier Giroud podstaw futbolu uczył się w klubie z rodzinnej wioski w Alpach francuskich – Olympique Froges. W wieku 13 lat znalazł się w drużynie juniorów pobliskiego Grenoble Foot 38, a w wieku 19 lat podpisał pierwszy zawodowy kontrakt z tym klubem. Po kilku sezonach w rezerwach Grenoble, w których pokazywał się z dobrej strony, otrzymał parę szans w seniorskiej kadrze występującej w Ligue 2. Jako, że nie przebił się do końca w Grenoble, postanowił odejść na wypożyczenie do FC Istres grającego w Championnat National, czyli 3. klasie rozgrywkowej, a więc stopień niżej.

### Tours FC
Po sezonie 2007/2008, w którym zdobył 14 bramek dla Istres, został zauważony przez Tours FC z Ligue 2. W pierwszym sezonie w mieście nad Loarą zmagał się z kontuzją stawu skokowego, mimo to wystąpił w 23 meczach i zdobył 9 goli. W sezonie 2009/10 natomiast jego talent eksplodował, gdyż sezon zakończył z 21 golami i tytułem króla strzelców, dodatkowo zostając najlepszym graczem Ligue 2. W Tours FC występował razem Laurent Koscielnym, z którym spotkał się ponownie w jednym zespole przechodząc do Arsenalu.

### Montpellier HSC
W przerwie zimowej sezonu 2009/2010 interesował się nim Celtic Glasgow, jednak prezes Montpellier HSC, Louis Nicollin, przekonał go do związania się z tym klubem. 21 stycznia 2010 Giroud podpisał kontrakt z Montpellier HSC, które zapłaciło Tours 2 mln euro za napastnika. Giroud wyjawił, że wybrał Montpellier HSC, gdyż tam miał większe szansę na grę niż w szkockim Celticu, a także szansę na awans do Ligue 1. W sezonie 2011/12 został królem strzelców Ligue 1, dwukrotnie zdobywał 3 bramki w jednym meczu, a mianowicie w 10. kolejce przeciw Dijon FCO oraz w 15. kolejce przeciw FC Sochaux. 11 marca 2012 po meczu z SM Caen, w którym strzelił siedemnastą bramkę w sezonie 2011/12, pobił rekord swojego klubu pod względem liczby goli zdobytych w jednym sezonie, a także ostatecznie został królem strzelców Ligue 1 (ex aequo razem z Brazylijczykiem Nenê z PSG). Trafił również oczywiście do drużyny sezonu.

### Arsenal
26 czerwca 2012 został piłkarzem angielskiego Arsenalu, do którego przeszedł za ok. 15 mln euro. Pierwszego gola dla nowej drużyny zdobył w swoim siódmym meczu w barwach Arsenalu, otwierając wynik przeciw Coventry City w Pucharze Ligi. Pierwszego gola w lidze angielskiej strzelił w wygranych derbach Londynu przeciw West Ham United. W swoim pierwszym sezonie zajął z "Kanonierami" 4. miejsce strzelając w samej lidze 11 bramek, a we wszystkich rozgrywkach łącznie 17. W następnym sezonie już w pierwszym meczu strzelił bramkę przeciwko Aston Villi. Łącznie Giroud zdobył we wszystkich rozgrywkach 22 bramek, w tym 16 w lidze. W finale Pucharu Anglii rozegranym 17 maja 2014, Arsenal wygrał po dogrywce 3:2 z Hull City, a Giroud zaliczył asystę przy decydującym golu Aarona Ramseya. Sezon zwieńczył obecnością w drużynie sezonu Premier League 2013/14. Następny sezon rozpoczął od zdobycia Tarczy Wspólnoty wygrywając 3:0 z Manchesterem City, strzelając jedną z bramek. Sezon 2014/15 był ciężki dla Girouda, gdyż już we wrześniu doznał poważnej kontuzji, a mianowicie złamania nogi. Skończył z Arsenalem sezon na 4. miejscu wygrywając na końcu jeszcze Puchar Anglii pokonując 4:0 Aston Ville. Następny sezon rozpoczął równie udanie jak poprzedni, gdyż w meczu o Tarczę Wspólnoty "Kanonierzy" pokonali Chelsea i triumfowali w tych rozgrywkach drugi rok z rzędu. Giroud dla Arsenalu w lidze rozegrał wszystkie mecze i zdobył w nich 16 bramek. W sezonie 2016/17 Giroud stracił pewne miejsce w wyjściowej jedenastce, a także znów miał problemy z kontuzjami. Nie przeszkodziło mu to jednak zwyciężyć z "Kanonierami" po raz trzeci Pucharu Anglii, a także zdobyć nagrodę FIFA im. Ferenca Puskasa za najładniejszego gola sezonu w europejskim futbolu. Nagrodę tę zdobył za sprawą gola popularnym "skorpionem" przeciwko Crystal Palace pierwszego dnia roku 2017. 

### Chelsea
W sezonie 2017/2018 w Arsenalu spędził jedynie rundę jesienną, gdyż 31 stycznia 2018 został piłkarzem Chelsea. Podobnie jak w Arsenalu jednak Olivier Giroud nie miał pewnego miejsca w drużynie "The Blues". Zagrał jednak w finale Pucharu Anglii z Manchesterem United, który jego drużyna wygrała 1:0, a Francuz zdobył swój czwarty Puchar Anglii. Następny sezon w Premier League był słaby dla Girouda, gdyż w 27 meczach zdobył jedynie 2 bramki. Głównie dlatego, że za strzelanie w lidze odpowiedzialny był Hiszpan, Álvaro Morata. Francuski napastnik grał pierwsze skrzypce jednak w Lidze Europy UEFA, którą wraz z Chelsea wygrał. "The Blues" również grało w finale Pucharu Ligi Angielskiej, ale przegrało w nim z Manchesterem City po rzutach karnych. W sezonie 2019/20 na posadzie menadżera Maurizio Sarriego zastąpił Frank Lampard, a Giroud dalej jako rezerwowy napastnik drużyny z Londynu zagrał 25 meczów we wszystkich rozgrywkach zdobywając w sumie 9 goli, w tym 8 w lidze. Sezon 2020/21 natomiast skończył już pod wodzą Thomasa Tuchela rozgrywając łącznie 31 spotkań i zdobywając 11 bramek we wszystkich rozgrywkach. Chelsea zwyciężyła w rozgrywkach Ligi Mistrzów UEFA zwyciężając z Manchesterem City 1:0 po bramce Kaia Havertza. 

### AC Milan
17 lipca 2021 podpisał dwuletni kontrakt z AC Milan. W klubie zadebiutował 23 sierpnia 2021 w wygranym 1:0 meczu z Sampdorią. 29 sierpnia w wygranym 4:1 meczu z Cagliari, strzelił swoje pierwsze dwie bramki w Serie A. 20 maja 2023 strzelił hat tricka w wygranym 5:1 meczu z Sampdorią. 7 października 2023 roku zastąpił w bramce Mike'a Maignana po czerwonej kartce w meczu z Genoą.   

## Kariera reprezentacyjna

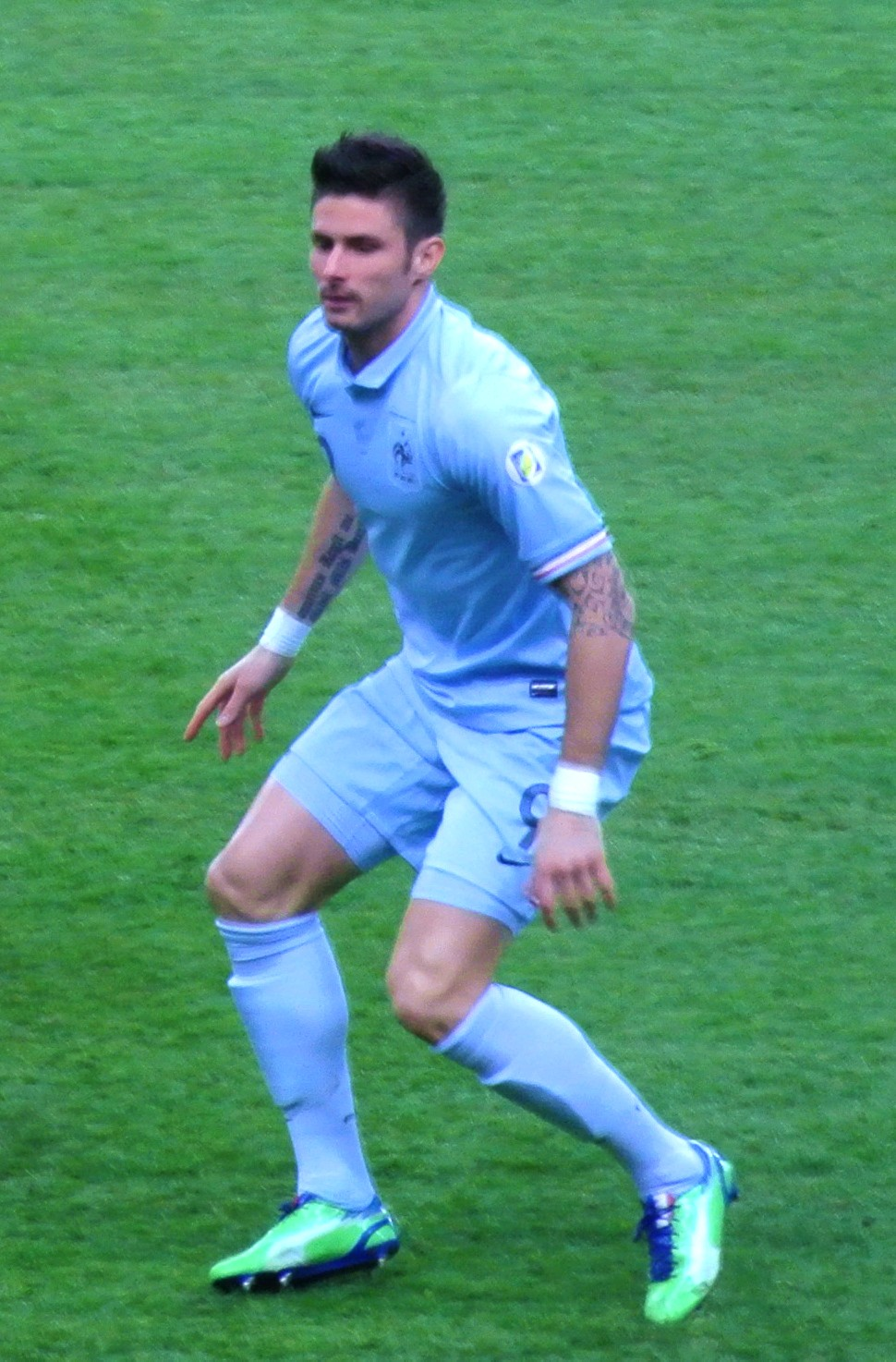
Giroud podczas występu w barwach reprezentacji Francji, 22 marca 2013.

Dzięki znakomitym występom Giroud w rundzie jesiennej 2011, gdy po 12 kolejkach był z 8 golami liderem strzelców Ligue 1 (razem z Kévinem Gameiro z PSG), selekcjoner Laurent Blanc powołał go w skład reprezentacji Francji na mecze z USA (11 listopada 2011) i Belgią (15 listopada 2011), jako jednego z 6 napastników. Giroud zadebiutował na Stade de France w meczu z USA, w którym grał od 70. minuty zmieniwszy Kévina Gameiro. Cztery dni później grał też od 71. minuty w meczu z Belgią. Ze względu na kontuzję Karima Benzemy zagrał od początku w wygranym 2:1 meczu przeciw Niemcom w dniu 29 lutego 2012 i zdobył swoją pierwszą bramkę w reprezentacji. Powołany do składu reprezentacji Francji na Mistrzostwa Europy 2012 w Polsce i na Ukrainie zagrał w trzech meczach turnieju.
Pomimo dobrych występów w Arsenalu i kilku udanych meczów dla Francji, jak ten przeciw Hiszpanii, Giroud pozostaje w reprezentacji zmiennikiem Karima Benzemy, mimo iż ten nie zdobył gola w meczu międzypaństwowym od czerwca 2012. Podczas nieudanego dla reprezentacji Francji tournée po Ameryce Południowej w czerwcu 2013 (porażki z Urugwajem i Brazylią), Giroud przyznał, że z trudem przychodzi mu zaakceptowanie statusu zmiennika i wolałby ustawienie, w którym mógłby występować razem z Benzemą. Po świetnym występie w towarzyskim meczu z Australią w październiku 2013, w którym zdobył 2 gole, umocniła się jego pozycja w reprezentacji, w tym samym meczu jednak Benzema także strzelił gola kończąc trwający 1222 minut okres gry bez gola w reprezentacji. Benzema trafił do siatki rywali ponownie w drugim meczu barażowym do MŚ 2014 przeciw Ukrainie, co pokazało, że nie zamierza ustąpić pola Giroud.
Olivier Giroud został powołany w skład 23-osobowej reprezentacji Francji na Mistrzostwa Świata w Piłce Nożnej 2014 w Brazylii. Na Mundialu w Brazylii Giroud zdobył jedną bramkę w meczu przeciwko Szwajcarii. Zaliczył także 1 asystę w tym samym meczu. Przez większość czasu Giroud przegrywał rywalizację z Karimem Benzemą. Ostatecznie Francja odpadła w ćwierćfinale przegrywając 1:0 z Niemcami. Po mundialu nie brał udziału w jesiennych meczach towarzyskich reprezentacji ze względu na kontuzję stawu skokowego odniesioną 23 sierpnia 2014 w meczu z Evertonem (wrócił na boisko dopiero w listopadzie 2014). 
W 2010 Francję ogłoszono gospodarzem Mistrzostw Europy w roku 2016. Giroud został powołany przez Didiera Deschampsa do kadry, która w meczu otwarcia mierzyła się z reprezentacją Rumunii. Olivier Giroud strzelił pierwszą bramkę na tym turnieju pokonując rumuńskiego bramkarza w drugiej połowie. Ostatecznie mecz zwyciężyła Francja wynikiem 2:1. Reprezentacji Girouda udało się awansować do finału gdzie miała zmierzyć się z reprezentacją Portugalii, po drodze pokonując m.in. Islandię wynikiem 5:2. W finale przegrali po bramce Portugalczyka Edera.
Wraz z kadrą Deschampsa udał się na swoją czwartą imprezę piłkarską, Mistrzostwa Świata 2018 w Rosji. Startował w każdym meczu poza pierwszym, grupowym spotkaniu przeciwko reprezentacji Australii. Udało im się wygrać grupę wygrywając z Peru i bezbramkowo remisując z Danią. Po drodze do finału Francja wygrała z Argentyną, Urugwajem i Belgią, gdzie przeciwko drużynie "La Albiceleste" Giroud asystował, a mecz wygrała Francja wynikiem 4:3. W finale Francuzom udało się pokonać z Chorwację 4:2, a Olivier Giroud boisko opuścił dziesięć minut przed ostatnim gwizdkiem.
W 2021 udał się na swoje trzecie Mistrzostwa Europy, odbywające się z rocznym opóźnieniem. Tam Francja jednak zagrała poniżej oczekiwań odpadając od razu po wyjściu z grupy przeciwko Szwajcarii za sprawą konkursu rzutów karnych. Giroud swój rzut karny wykorzystał, a do siatki z jedenastu metrów nie trafił wówczas Kylian Mbappé.
Został powołany do kadry Francji na Mistrzostwa Świata 2022 w Katarze. 22 listopada 2022 w pierwszym meczu grupowym z Australią strzelił dwa gole i wyrównując 51-bramkowy rekord Thierry'ego Henry'ego dla Francji. 4 grudnia 2022 pobił rekord i został najskuteczniejszym strzelcem reprezentacji narodowej po strzeleniu gola przeciwko Polsce w meczu 1/8 finału, a mecz zakończył się wygraną trójkolorowych 3:1. 10 grudnia 2022 w meczu ćwierćfinałowym przeciwko Anglii strzelił zwycięskiego gola na 2:1. 14 grudnia 2022 w meczu półfinałowym z Marokiem, grał do 65 minuty gdzie został zastąpiony przez Marcusa Thurama a mecz zakończył się wygraną 2:0 dla Francuzów. 18 grudnia 2022 w finale z Argentyną rozegrał 41 minut, gdzie mecz zakończył się remisem po dogrywce 3:3, a w konkursie jedenastek przegrali 2:4 po dwóch niewykorzystanych karnych przez trójkolorowych, a sam turniej zakończył z czterema bramkami.
18 listopada 2023 w meczu eliminacyjnym do Euro 2024 Francja–Gibraltar wygranym (14:0) strzelił ostatnie dwa gole w tym spotkaniu w 89. i 91. minucie. 16 maja 2024 został powołany przez selekcjonera reprezentacji Francji Didiera Deschampsa na Mistrzostwa Europy 2024 w Niemczech. Początek Mistrzostw Europy jest trudny dla francuskiego napastnika, podobnie jak pozostali napastnicy w szczególności Antoine Griezmann, który w meczu z Polską zremisowanym 1:1, zasiadł na ławce rezerwowych, jest on celem krytyki za małą skuteczność napastnika w pierwszych trzech meczach, co doprowadziło do żmudnego awansu do 1/8 finału. Przy tej okazji L’Équipe zauważa, że jest „mało wykorzystywany w grze” przez trenera, który zazwyczaj wchodzi z ławki rezerwowej na kilkanaście minut przed końcem meczu. W kolejnych meczach 1/8 finału wygranym 1:0 z Belgią i ćwierćfinale wygranym w serii rzutów karnych 5:3 z Portugalią także pozostał na ławce rezerwowej. 9 lipca w półfinale przegranym 1:2 z Hiszpanią wszedł na boisko w 79' minucie meczu i w rezultacie Francuzi odpadli z turnieju. Po tych Mistrzostwach Europy zakończył reprezentacyjną karierę.

## Statystyki

### Klubowe
(aktualne na koniec sezonu 2022/2023)
| Klub               | Sezon              | Liga                 | Liga  | Liga   | Puchar kraju | Puchar kraju | Puchar ligi | Puchar ligi | Europa | Europa | Inne  | Inne   | Suma  | Suma   |
| Klub               | Sezon              | Liga                 | Mecze | Bramki | Mecze        | Bramki       | Mecze       | Bramki      | Mecze  | Bramki | Mecze | Bramki | Mecze | Bramki |
| ------------------ | ------------------ | -------------------- | ----- | ------ | ------------ | ------------ | ----------- | ----------- | ------ | ------ | ----- | ------ | ----- | ------ |
| Grenoble Foot 38   | 2005/2006          | Ligue 2              | 6     | 0      | 0            | 0            | 0           | 0           | —      | —      | —     | —      | 6     | 0      |
| Grenoble Foot 38   | 2006/2007          | Ligue 2              | 17    | 2      | 1            | 0            | 1           | 0           | —      | —      | —     | —      | 19    | 2      |
| Grenoble Foot 38   | Ogólnie            | Ogólnie              | 23    | 2      | 1            | 0            | 1           | 0           | 0      | 0      | 0     | 0      | 25    | 2      |
| FC Istres (wyp.)   | 2007/2008          | Championnat National | 33    | 14     | 0            | 0            | 1           | 0           | —      | —      | —     | —      | 34    | 14     |
| FC Istres (wyp.)   | Ogólnie            | Ogólnie              | 34    | 14     | 0            | 0            | 1           | 0           | 0      | 0      | 0     | 0      | 34    | 14     |
| Tours FC           | 2008/2009          | Ligue 2              | 23    | 9      | 2            | 4            | 1           | 0           | —      | —      | —     | —      | 26    | 13     |
| Tours FC           | 2009/2010          | Ligue 2              | 38    | 21     | 1            | 0            | 2           | 2           | —      | —      | —     | —      | 41    | 23     |
| Tours FC           | Ogólnie            | Ogólnie              | 61    | 30     | 3            | 4            | 3           | 2           | 0      | 0      | 0     | 0      | 67    | 36     |
| Montpellier        | 2010/2011          | Ligue 1              | 37    | 12     | 1            | 0            | 3           | 1           | 2      | 1      | —     | —      | 43    | 14     |
| Montpellier        | 2011/2012          | Ligue 1              | 36    | 21     | 4            | 2            | 2           | 2           | —      | —      | —     | —      | 42    | 25     |
| Montpellier        | Ogólnie            | Ogólnie              | 73    | 33     | 5            | 2            | 5           | 3           | 2      | 1      | 0     | 0      | 85    | 39     |
| Arsenal            | 2012/2013          | Premier League       | 34    | 11     | 4            | 2            | 2           | 2           | 7      | 2      | —     | —      | 47    | 17     |
| Arsenal            | 2013/2014          | Premier League       | 36    | 16     | 5            | 3            | 1           | 0           | 9      | 3      | —     | —      | 51    | 22     |
| Arsenal            | 2014/2015          | Premier League       | 27    | 14     | 5            | 3            | 0           | 0           | 3      | 1      | 1     | 1      | 36    | 19     |
| Arsenal            | 2015/2016          | Premier League       | 38    | 16     | 5            | 3            | 2           | 0           | 7      | 5      | 1     | 0      | 53    | 24     |
| Arsenal            | 2016/2017          | Premier League       | 29    | 12     | 4            | 2            | 1           | 0           | 6      | 2      | —     | —      | 40    | 16     |
| Arsenal            | 2017/2018          | Premier League       | 16    | 4      | 0            | 0            | 3           | 0           | 6      | 3      | 1     | 0      | 26    | 7      |
| Arsenal            | Ogólnie            | Ogólnie              | 180   | 73     | 23           | 13           | 9           | 2           | 38     | 16     | 3     | 1      | 253   | 105    |
| Chelsea            | 2017/2018          | Premier League       | 13    | 3      | 4            | 2            | —           | —           | 1      | 0      | —     | —      | 18    | 5      |
| Chelsea            | 2018/2019          | Premier League       | 27    | 2      | 1            | 0            | 3           | 0           | 14     | 11     | 0     | 0      | 45    | 13     |
| Chelsea            | 2019/2020          | Premier League       | 18    | 8      | 3            | 1            | 0           | 0           | 3      | 0      | 1     | 1      | 25    | 10     |
| Chelsea            | 2020/2021          | Premier League       | 17    | 4      | 4            | 0            | 2           | 1           | 8      | 6      | —     | —      | 31    | 11     |
| Chelsea            | Ogólnie            | Ogólnie              | 75    | 17     | 12           | 3            | 5           | 1           | 26     | 17     | 1     | 1      | 119   | 39     |
| AC Milan           | 2021/2022          | Serie A              | 29    | 11     | 4            | 3            | —           | —           | 5      | 0      | —     | —      | 38    | 14     |
| AC Milan           | 2022/2023          | Serie A              | 33    | 13     | 1            | 0            | —           | —           | 12     | 5      | 1     | 0      | 47    | 18     |
| AC Milan           | Ogólnie            | Ogólnie              | 62    | 24     | 5            | 3            | 0           | 0           | 17     | 5      | 1     | 0      | 85    | 32     |
| Ogólnie w karierze | Ogólnie w karierze | Ogólnie w karierze   | 507   | 193    | 49           | 25           | 24          | 8           | 83     | 39     | 5     | 2      | 668   | 267    |

### Reprezentacyjne
(aktualne na 16 czerwca 2023)
| Reprezentacja | Rok     | Mecze | Bramki |
| ------------- | ------- | ----- | ------ |
| Francja       |         |       |        |
| 2011          | 2       | 0     |        |
| 2012          | 12      | 2     |        |
| 2013          | 12      | 3     |        |
| 2014          | 9       | 4     |        |
| 2015          | 10      | 4     |        |
| 2016          | 14      | 8     |        |
| 2017          | 10      | 8     |        |
| 2018          | 18      | 4     |        |
| 2019          | 10      | 6     |        |
| 2020          | 8       | 5     |        |
| 2021          | 5       | 2     |        |
| 2022          | 10      | 7     |        |
| 2023          | 3       | 1     |        |
| Ogólnie       | Ogólnie | 123   | 54     |

## Sukcesy

### Montpellier HSC
- Mistrzostwo Francji: 2011/2012

### Arsenal
- Puchar Anglii: 2013/2014, 2014/2015, 2016/2017
- Tarcza Wspólnoty: 2014, 2015, 2017

### Chelsea
- Puchar Anglii: 2017/2018
- Liga Mistrzów UEFA: 2020/2021[44]
- Liga Europy UEFA: 2018/2019

### AC Milan
- Mistrzostwo Włoch: 2021/2022

### Francja
- Mistrzostwo świata: 2018
- Wicemistrzostwo świata: 2022
- Wicemistrzostwo Europy: 2016

### Indywidualne
- Król strzelców Ligue 2: 2009/2010 (21 goli)
- Król strzelców Ligue 1: 2011/2012 (21 goli)
- Król strzelców Ligi Europy UEFA: 2018/2019 (11 goli)

### Wyróżnienia
- Drużyna sezonu Ligue 1 według UNFP: 2011/2012
- Drużyna sezonu Premier League według PLF: 2013/2014
- Zawodnik sezonu Ligue 2 według UNFP: 2009/2010
- Drużyna sezonu Ligue 2 według UNFP: 2009/2010
- Zawodnik miesiąca Ligue 2: wrzesień 2009, listopad 2009
- Nagroda FIFA im. Ferenca Puskása: 2017

### Rekordy
- Najskuteczniejszy zawodnik w historii reprezentacji Francji: 54 gole[b]

## Inne
Giroud jest od 2014 ambasadorem monakijskiej organizacji charytatywnej Monaco Collectif Humanitaire, która zajmuje się operacjami dla dzieci z Afryki.

## Odznaczenia
- Chevalier Legii Honorowej – nadanie 2018[46], wręczenie 2019[47][48]